# Anaitz Arbilla
Anaitz Arbilla Zabala (Pamplona, Navarra, 15 de mayo de 1987) es un futbolista español. Juega de defensa en la S. D. Eibar de la Segunda División de España.

## Trayectoria
Se formó en las categorías inferiores del Athletic Club desde 2003. Ascendió, en 2005, al Baskonia (segundo filial del club) para volver a ascender definitivamente al Bilbao Athletic, donde jugó durante tres temporadas. 
Para la temporada 2008-2009 recaló en el Barakaldo CF de la Segunda división B, donde destacó jugando en el puesto de lateral derecho, lo que le valió para fichar para la temporada 2009-2010 por uno de los equipos con aspiraciones a ascender de categoría, como lo era el Polideportivo Ejido y estuvo a punto de hacerlo, pero el Barça B les eliminó en la promoción de ascenso.
Al finalizar la temporada recibió numerosas ofertas. pero decidió dar un salto en su carrera y fichar por la UD Salamanca, que jugaba en la Segunda división.
En la temporada 2010-2011 el Salamanca descendió a Segunda B y el Hércules CF se interesó por su fichaje. Tras varias semanas de negociaciones entre los clubes, el club alicantino pagó 200 000 euros por Anaitz y firmó por dos temporadas. En el mercado de invierno de la temporada 2012-2013, fue fichado por el Rayo Vallecano. Tras temporada y media en el Rayo Vallecano a un buen nivel, en mayo de 2014 se convierte en el primer fichaje del RCD Espanyol de cara a la temporada 2014/15.
Después de dos temporadas en el Espanyol en las que fue claramente de más a menos, a finales del mercado de verano de 2016, fichó por la Sociedad Deportiva Eibar. En el equipo guipuzcoano se consolidó como un gran lanzador de faltas, además de como un buen central. En octubre de 2018 recibió la primera llamada por parte de la selección de Euskadi para disputar un amistoso ante Venezuela, donde logró uno de los goles.

## Clubes
| Club                    | País   | Año           |
| ----------------------- | ------ | ------------- |
| Club Deportivo Basconia | España | 2004-2005     |
| Bilbao Athletic         | España | 2005-2008     |
| Barakaldo C. F.         | España | 2008-2009     |
| Polideportivo Ejido     | España | 2009-2010     |
| U. D. Salamanca         | España | 2010-2011     |
| Hércules C. F.          | España | 2011-2012     |
| Rayo Vallecano          | España | 2013-2014     |
| R. C. D. Espanyol       | España | 2014-2016     |
| S. D. Eibar             | España | 2016-presente |